# Adam Kendon
Adam Kendon (* 4. April 1934 in London; + 14. September 2022) war einer der weltweit führenden Experten auf dem Gebiet der Gestik. Für ihn umfasste Gestik im weitesten Sinne alle Arten, in denen Menschen sichtbare körperliche Handlungen zur Äußerung einsetzen. Dabei ging es ihm nicht nur um die Art und Weise, wie dies bei Sprechern geschieht, sondern auch um die Art und Weise, wie Sprecher oder Gebärdensprachler es verwenden, wenn zum Ausdruck nur sichtbare körperliche Handlungen zur Verfügung stehen.

## Frühen Lebensjahren
Kendon wurde am 4. April 1934 in London als Sohn des Schriftstellers Frank Kendon geboren.
An der University of Cambridge studierte er Botanik, Zoologie und Humanphysiologie sowie Experimentelle Psychologie im Fach Naturwissenschaften. An der University of Oxford studierte er Experimentelle Psychologie, wobei er sich auf die zeitliche Organisation von Äußerungen in Gesprächen konzentrierte und dabei Eliot Chapples Chronologie verwendete. Anschließend wechselte er an die Cornell University, um direkt bei Chapple zu forschen, was ihm 1963 zu seinem D. Phil. in Oxford führte. Das Thema seiner Dissertation – communication conduct in face-to-face interaction – verdeutlichte die Interessen, die er in den folgenden Jahrzehnten verfolgen würde. Er ist bekannt für seine Studien zu Gesten- und Zeichensprachen und deren Beziehung zur gesprochenen Sprache.

## Karriere
Nach Abschluss seines D. Phil.-Studiums nahm er eine Stelle am Institute of Experimental Psychology in Oxford an, wo er in einer Forschungsgruppe mit Michael Argyle und ERWF Crossmann arbeitete. Er konzentrierte sich zunächst auf Zeichensysteme in den Gebärdensprachen Papua New Guineas und den Gebärdensprachen der Aborigines, bevor er mit der gleichen Art strenger semiotischer Analyse, wie sie zuvor auf gesprochene Sprache angewendet wurde, einen allgemeinen Rahmen für das Verständnis von Gesten entwickelte.
Wichtige Einflüsse auf sein theoretisches Verständnis hatten unter anderem Erving Goffman, Albert Scheflen, Ray Birdwhistell und Gregory Bateson. Als er 1965, noch während seines Studiums in Oxford, auf Scheflens Arbeit aufmerksam wurde, traf er ihn in Philadelphia, wo er ihm seine frühesten Arbeiten vorstellte. Daraufhin wurde er zunächst eingeladen, sich 1966/67 William S. Condons Forschungsteam am Western Psychiatric Institute and Clinic anzuschließen und 1967 Scheflens Forschungsteam am Bronx State Hospital beizutreten. Er hat nie direkt mit Birdwhistell zusammengearbeitet, aber sie standen in Kontakt, und er arbeitete mit Filmen, die ihm Birdwhistell zur Verfügung gestellt hatte.
1976 nahm er eine Stelle am Department für Anthropologie der Research School of Pacific Studies der Australian National University in Canberra an. Er filmte alltägliche Interaktionen in Papua New Guinea konnte aber auch eine Gebärdensprache aufzeichnen, die in dem Tal, wo er arbeitete und wo eine beträchtliche Anzahl gehörloser Menschen lebte, verwendet wurde. Seine Veröffentlichung dieser Arbeit in drei Artikeln im Jahr 1980 erwies sich als bahnbrechende Studie; bis zum Beginn des 21. Jahrhunderts erschienen keine weiteren Berichte über Gebärdensprachen aus diesem Teil der Welt. Diese Arbeit wurde als Monographie zusammen mit einem neuen Essay von Kollegen neu aufgelegt, um die ursprüngliche Arbeit auf den neuesten Stand zu bringen. Danach nahm er eine umfassende Untersuchung der unter den australischen Ureinwohnern verwendeten Gebärdensprachen vor – das sind Gebärdensprachen, die aus rituellen Gründen oder aus praktischen Gründen in Situationen verwendet werden, in denen Sprechen unpraktisch oder unangebracht ist. Diese werden als alternative Gebärdensprachen bezeichnet und unterscheiden sich von den primären Gebärdensprachen, die sich unter Gehörlosen entwickelt haben. Eine umfangreiche Dokumentation seiner Forschungen in Australia ist in der Bibliothek des Australian Institute of Aboriginal and Torres Strait Islander Studies verfügbar.
1988 kehrte er nach Philadelphia zurück, wo er zwei Jahre lang an der Annenberg School for Communication at the University of Pennsylvania lehrte.
Kendon zog dann nach Neapel und unternahm Feldforschungen zum Gebrauch von Gesten in der alltäglichen Interaktion der Neapolitaner. Außerdem veröffentlichte er die Übersetzung eines Buches aus dem 19. Jahrhundert über die neapolitanische Geste (von Andrea de Jorio), in dem er sie mit der Gestik der Griechen und Römer verglich. Im Jahr 2004 veröffentlichte er ein wichtiges allgemeines Buch über das Phänomen der Gesten, das sich weitgehend auf seine Arbeit in Neapel sowie auf seine Arbeit in Neuguinea und Australien, den USA und Großbritannien stützte. Seitdem hat er verschiedene Artikel über Gesten und verwandte Themen veröffentlicht, darunter Diskussionen über die Rolle der Gesten in Theorien über die Ursprünge von Sprachen.
2012 kehrte er nach Cambridge zurück, wo er den Rest seines Lebens verbrachte. Er war dort Mitglied der Abteilung für biologische Anthropologie und Honorarprofessor für Psychologie und Sprachwissenschaften am University College London. 2014 hielt er am UCL eine Vorlesungsreihe mit dem Titel "Topics in the study of gesture."
Kendon erhielt Forschungsstipendien von der National Science Foundation, der Wenner-Gren Foundation for Anthropological Research, dem American Council of Learned Societies, sowie ein Guggenheim Fellowship. Zusätzlich zu den bereits erwähnten Positionen in Oxford und Bronx State Hospital hatte er Forschungspositionen an der University of Pittsburgh und der Indiana University in den Vereinigten Staaten, der Australian National University und dem Australian Institute for Aboriginal and Torres Straits Islander Studies in Australien sowie dem Max-Planck-Institut für Psycholinguistik in Deutschland. Neben seiner Lehrtätigkeit in Oxford und Penn hatte er Positionen an der Cornell University und dem Connecticut College in den USA inne, sowie an der Universität Neapel L’Orientale, der Universität Salerno and theund der Università della Calabria in Italien. Kendon war im Jahr 2000 zusammen mit Cornelia Müller Gründungsherausgeber der Zeitschrift GESTURE (herausgegeben von John Benjamins in Amsterdam). Von 2010 bis April 2017 war er deren alleiniger Herausgeber, bis er von Sotaro Kita abgelöst wurde. In seiner Rolle als Herausgeber von GESTURE war er von Amts wegen Mitglied des Vorstands der International Society for Gesture Studies, zu deren Ehrenpräsident er 2006 gewählt wurde.
Er gab die Buchreihe Gesture Studies für John Benjamins heraus, von der zwischen 2007 und 2022 neun Bände erschienen. Kollegen verfassten 2014 eine Festschrift,  in der sein Beitrag zur Erforschung von Gesten und Interaktion gewürdigt wurde. Im Jahr 2016 interviewte Frederick Erickson Kendon im Rahmen der Konferenz Learning how to look and listen: Building capacity for video-based transcription and analysis in social and educational research zu seinen Techniken zur Analyse von Videoaufnahmen und Live-Interaktionen. Die Videos ihrer Gespräche wurden öffentlich zugänglich gemacht.

## Familie
Kendon heiratete Margaret Rhoads im Jahr 1961; sie hatten die drei Kinder Gudrun, Benjamin und Angus.

## Ausgewählte Publikationen
Verfasste Bücher:
- Kendon, Adam. (1977). Studies in the Behavior of Face-to-Face Interaction. Lisse, Netherlands: Peter De Ridder Press.
- Kendon, Adam. (1988). Sign Languages of Aboriginal Australia: Cultural, Semiotic and Communicative Perspectives. Cambridge: Cambridge University Press.
- Kendon, Adam. (1990). Conducting Interaction: Patterns of Behavior in Focused Encounters. Cambridge: Cambridge University Press.
- Kendon, Adam. (2004). Gesture: Visible Action as Utterance. Cambridge: Cambridge University Press.
- Kendon, Adam. (2020). Sign language in Papua New Guinea: A primary sign language from the Upper Lagaip Valley, Enga Province. Amsterdam: John Benjamins.

Buch übersetzt:
- Kendon, Adam. (2000). Gesture in Naples and Gesture in Classical Antiquity: An English translation, with an Introductory Essay and Notes of La mimica degli antichi investigata nel gestire Napoletano (Gestural expression of the ancients in the light of Neapolitan gesturing) by Andrea de Jorio (1832). Bloomington: Indiana University Press.

Herausgegebene Bücher:
- Kendon, Adam, Harris, Richard M., Key, Mary R. (Eds.). (1975). The Organization of Behavior in Face-to-Face Interaction. The Hague: Mouton.
- Kendon, Adam (Ed.). (1981). Nonverbal Communication, Interaction and Gesture: Selections from Semiotica. The Hague: Mouton.
- Bichakjian, Bernard H.; Chernigovskaya, Tatiana; Kendon, Adam; & Möller, Anke. (Eds.). (2000). Becoming loquens: More studies in language origins. Frankfurt am Main, Germany: Peter Lang.

Ausgewählte kürzere Veröffentlichungen:
- Kendon, Adam. (1967). Some functions of gaze-direction in social interaction. Acta Psychologica, 26, 22-63.
- Argyle, Michael, & Kendon, Adam. (1967). The experimental analysis of social performance. In Leonard Berkowitz (Ed.), Advances in Experimental Social Psychology (Vol. 3, pp. 55–98). New York:Academic Press.
- Kendon, Adam, & Cook, Mark. (1969). The consistency of gaze patterns in social interaction. British Journal of Psychology, 60(4), 481-494.
- Kendon, Adam. (1970). Movement coordination in social interaction: Some examples described. Acta Psychologica, 32, 101-125.
- Kendon, Adam. (1972). Some relationships between body motion and speech. In Aaron W. Seigman and Benjamin Pope (Eds.), Studies in Dyadic Communication (pp. 177–216). Elmsford, New York: Pergamon Press.
- Kendon, Adam. (1980). Gesticulation and speech: Two aspects of the process of utterance. In Mary Ritchie Key (Ed.), The relationship of verbal and nonverbal communication (pp. 207–227). The Hague: Mouton.
- Kendon, Adam. (1983). The Study of Gesture: Some Remarks on its History. In John N. Deely & Margot D. Lenhart (Eds.), Semiotics 1981: Yearbook of the Semiotic Society of America (pp. 153–164). New York: Plenum.
- Kendon, Adam. (1988). How gestures can become like words. In Fernando Poyatos (Ed.), Crosscultural Perspectives in Nonverbal Communication (pp. 131–141). Toronto: C. J. Hogrefe, Publishers.
- Kendon, Adam. (1992). The negotiation of context in face-to-face interaction. In Alessandro Duranti & Charles Goodwin (Eds.), Rethinking Context: Language as an interactive phenomenon (pp. 323–334). Cambridge: Cambridge University Press.
- Kendon, Adam. (1994). Do gestures communicate? A review. Research on Language and Social Interaction, 27(3), 175-200.
- Kendon, Adam. (1995). Gestures as illocutionary and discourse structure markers in Southern Italian conversation. Journal of Pragmatics, 23(3), 247-279.
- Kendon, Adam. (1997). Gesture. Annual Review of Anthropology, 26, 109-128.
- Kendon, Adam. (2000). Language and Gesture: Unity or Duality. In David McNeill (Ed.), Language and Gesture: Window into Thought and Action (pp. 47–63). Cambridge: Cambridge University Press.
- Kendon, Adam. (2013). History of the Study of Gesture. In Keith Allan (Ed.), Oxford Handbook for the History of Linguistics (pp. 71–90). Oxford: Oxford University Press.
- Kendon, Adam. (2015). Gesture and sign: Utterance uses of visible bodily action. In Keith Allen (Ed.), The Routledge Handbook of Linguistics (pp. 33–46). London: Routledge.
- Kendon, Adam. (2017). Pragmatic functions of gestures: Some observations on the history of their study and their nature. Gesture, 16(2), 157-175.
- Kendon, Adam. (2019). Gesture and anthropology: Notes for an historical essay. Gesture, 18(2-3), 142-172.